# Karen Carpenter
Karen Anne Carpenter (New Haven (Connecticut), 2 maart 1950 – Downey (Californië), 4 februari 1983) was een Amerikaans zangeres en slagwerker. Samen met haar broer Richard Carpenter (* 1946) richtte ze de band Carpenters op. Door andere drummers, zoals Hal Blaine, Cubby O'Brien, Buddy Rich en Modern Drummer Magazine werd ze gezien als een goede drummer. Ze is vooral bekend geworden vanwege haar vocale kwaliteiten.
Karen Carpenter had anorexia nervosa, een eetstoornis waar destijds weinig over bekend was. Deze stoornis veroorzaakte uiteindelijk een hartstilstand, waaraan ze overleed.
In 1996 werd, dertien jaar na haar overlijden, nog een soloalbum uitgebracht, genaamd Karen Carpenter.
- Bibsys: 5098084
- Bibliothèque nationale de France: cb140456232 (data)
- Gemeinsame Normdatei: 119249979
- International Standard Name Identifier: 0000 0000 3279 8513
- Library of Congress Control Number: n89635214
- Nationale Bibliotheek van Letland: 000050903
- MusicBrainz: a98c5fe9-9a5c-41ba-b83d-f1c28b49b604
- Nationale Bibliotheek van Tsjechië: xx0151830
- Nationale Bibliotheek van Israël: 987007407075805171
- Nederlandse Thesaurus van Auteursnamen: 07186816X
- SNAC: w66b4drg
- Virtual International Authority File: 19882134
- WorldCat: E39PBJm9c4c6cT9Pkwd7xjKcfq